# Brayan Angulo
Brayan Alexis Angulo León (Cali, 2 novembre 1989) è un calciatore colombiano, difensore del Puebla.

## Palmarès

### Club

#### Competizioni nazionali
- Campionato bulgaro: 2

Ludogorets: 2014-2015, 2015-2016
- Supercoppa di Bulgaria: 1

Ludogorets: 2014